# Pholcus jinwum
Pholcus jinwum är en spindelart som beskrevs av Huber 200. Pholcus jinwum ingår i släktet Pholcus och familjen dallerspindlar.
Artens utbredningsområde är Queensland. Inga underarter finns listade i Catalogue of Life.